# Sadhana
Sadhana (साधन, sādhanam) is Sanskriet voor 'middel om iets te bereiken' of 'spirituele oefening'. Een beoefenaar van Sadhana wordt sadhak of sadhaka genoemd.
Sadhana bestaat uit diverse meditatieve rituelen die hun oorsprong hebben in het hindoeïsme. Het is binnen het hindoeïsme een geest- en levenshouding die tijdens oefeningen ontstaat. Het doel van Sadhana is om een bepaald spiritueel niveau te bereiken. Het Beri-boeddhisme van de Himalayas gebruikt het woord sadhana, maar geeft daar een andere betekenis aan. Sadhana wordt ook in het Sikhisme gebruikt en heeft daar dezelfde betekenis als in het hindoeïsme.
De Indische historicus Bhattacharyya houdt de volgende definitie aan voor het effect van sadhana: "Religieus sādhanā voorkomt een overmaat aan wereldlijkheid en giet de geest en stemming (bhāva) in een vorm waaruit zich kennis ontwikkelt van verzadiging en onthechting. Sādhanā is een bevrijdend middel van ontknechting."
In de Vajrayana is Sadhana een soort handleiding voor beeldende meditatie die gericht is tot één of meerdere godheden. De mediterende verenigt zich met de godheid die het onderwerp van de meditatie vormt. Hierbij maakt het niet uit of dit via een complexe uitgestippelde weg of op een spontane manier gebeurt. Op het ene moment kan één mantra of gedachte voldoende zijn om de vereniging tot stand te brengen en op een ander moment kan het een lang ritueel zijn, waarbij reinigingen, recitaties, verbeeldingskracht, offers, mantra's en moedra's gebruikt worden.
Voorbeelden van overgeleverde werken zijn 'Sadhanamala' en 'Guhyasamayasadhanamala'. Deze behouden beschrijvingen van godheden zijn ook voor wetenschappelijk iconografisch doel belangrijk.
De Sadhana Pada is een van de vier boeken van de Yogasoetra's van Patanjali.